# Логинов, Владислав Анатольевич
Владисла́в Анато́льевич Ло́гинов (род. 30 июля 1967, Ачинск, Красноярский край, СССР) — российский государственный деятель. Глава города Красноярска с 16 сентября 2022 года. С 9 июня 2025 года находится под арестом в рамках уголовного дела о получении взятки.

## Биография
Родился 30 июля 1967 года в Ачинске. Его бабушка, Нина Семёновна — врач; дедушка, Виктор Елизарьевич — фронтовик, участник Великой Отечественной войны. После войны стал художником и учителем по рисованию.
В течение 10 лет учился в школе №12 города Ачинск, в которой и преподавал его дед. 
С 1984 по 2000 год проходил службу в ВС СССР и России. В 1987 году окончил Ачинское военное авиационное техническое училище имени 60-летия ВЛКСМ по специальности «Авиационное приборное оборудование».
В 2000 году окончил Калининградскую высшую школу управления по специальности «Управление производством», в 2008 и 2016 годах — Сибирский федеральный университет по специальностям «Экономика и управление на предприятиях в строительстве» и «Строительство инженерной инфраструктуры и дорог».
После ухода с военной службы долгое время работал на руководящих должностях в сфере дорожного хозяйства.
В 2002—2003 годах — заместитель директора по транспорту ГУДП «Красноярское ДСУ».
С 2003 по 2011 годы работал в красноярском филиале ГП «Край ДЭО» где последовательно занимал должности начальника транспортного цеха и начальника отдела материально-технического снабжения.
В 2012 году занимал должности директора по снабжению и коммерческого директора ОАО «Асфальтобетонный завод». Одновременно с этим являлся заместителем руководителя департамента городского хозяйства администрации Красноярска по благоустройству.
В 2015—2016 годах — заместитель руководителя департамента муниципального заказа администрации Красноярска.
В июле 2016 года возглавил администрацию Свердловского района Красноярска, а в октябре того же года — администрацию Советского района.
В октябре 2017 года впервые выдвинул свою кандидатуру на пост главы города Красноярска, но впоследствии взял самоотвод, поддержав кандидатуру Сергея Ерёмина. В ноябре 2017 года вошёл в состав его администрации, заняв должность первого заместителя главы города. На этом посту координировал работу департаментов городского хозяйства, градостроительства, муниципального имущества, а также глав районов.
3 августа 2022 года, после досрочной отставки Сергея Ерёмина, был назначен исполняющим обязанности Главы города Красноярска. 13 сентября 2022 года избран Красноярским городским Советом депутатов (25 голосами «за» из 29) Главой города Красноярска. 16 сентября 2022 года официально вступил в должность.
В декабре 2023 года Владислав Логинов включён в состав обновлённого Государственного Совета. Соответствующий указ подписал президент России Владимир Путин. В сентябре 2024 года включен в комиссию по координации и оценке эффективности деятельности исполнительных органов субъектов Российской Федерации. В апреле 2025 года был исключён из её состава указом президента.

## Уголовное дело
9 июня 2025 года, сразу после празднования 397-летия Красноярска, Владислава Логинова задержали по подозрению в получении крупной взятки в размере более 180 миллионов рублей. Делом Логинова занимается центральный аппарат Следственного комитета Российской Федерации. В тот же день, его членство в партии «Единая Россия» было приостановлено в связи с уголовным делом. На следующий день его этапировали в Москву для дальнейших следственных действий. В тот же день по решению Басманного суда Москвы он был взят под стражу. Обязанности главы города принял на  себя первый заместитель главы администрации Красноярска Алексей Шувалов.

## Личная жизнь
Жена — Логинова Анастасия Владимировна, экс-руководительница финансового отдела Департамента городского хозяйства и транспорта города Красноярск.
Сын — Логинов Кирилл Владиславович (1987 или 1988 года рождения), экс-сотрудник муниципального казённого учреждения «Управление дорог, инфраструктуры и благоустройства» города Красноярска. 
Имеет ещё двух несовершеннолетних детей (2010 и/или 2011 года рождения).